# Спиренская
Спиренская — деревня в Кадуйском районе Вологодской области.
Входит в состав Никольского сельского поселения, с точки зрения административно-территориального деления — в Никольский сельсовет.
Расстояние по автодороге до районного центра Кадуя — 32,5 км, до центра муниципального образования села Никольское — 8,5 км. Ближайшие населённые пункты — Бузыкино, Калинниково, Мелентьево, Постниково, Сафоново, Старина, Тарасовская.
По переписи 2002 года население — 7 человек.